# Списак владара Наваре

## Династија Ариста-Ињига
- Ињиго Ариста (810—852)
- Гарсија Ињигез (852—870)
- Фортун Гарсес (870—905)

## Династија Хименез (Химена)
- Санчо Гарсес I (905—925)
- Химено Гарсес (925—931), владао заједно са:
- Гарсија Санчес I (925—970)
- Санчо Гарсес II, „Абарка“, (970—994)
- Гарсија Санчез II, „Дрхтави“, (994—1004)
- Санчо Гарсес III, „Старији“, краљ Памплоне (Навара) (1004—1035), и Кастиље (1029—1035).
- Гарсија Санчез III, „Нахера“ (1035—1054)
- Санчо Гарсес IV, (1054—1076)
- Санчо V Рамирез, краљ Наваре (1076—1094) и Арагона (1063—1094)
- Педро I, краљ Наваре и Арагона (1094—1104)
- Алфонсо I, „Борац“, краљ Наваре и Арагона (1104—1134)
- Гарсија Рамирез, Обнављач (1134—1150)
- Санчо VI, Мудри (1150—1194)
- Санчо VII, Снажни (1194—1234)

## Династија Шампањ
- Теобалд I (1234—1253)
- Теобалд II (1253—1270)
- Енрике I (1270—1274)
- Хуана I (1274—1305) и Филип I (IV од Француске, „Лепи") (1285—1305)

## Династија Капета
- Луис I (X Француске, „Кавгаџија") (1305—1316)
- Хуан I ("Посмртни") (1316)
- Филип II (V од Француске) (1316—1322)
- Карло I (IV од Француске) (1322—1328)

## Династија Евро
- Хуана II (1328—1349) и Филип Д'Евро (Филип III од Наваре) (1328—1343)
- Карло II, Зли (1349—1387)
- Карло III, Племенити (1387—1425)
- Бланка I (1425—1446) и Хуан II од Арагона (1425—1479)

## Династија Фоа
- Елеонора од Наваре (1479)
- Франсиско Феб од Наваре (Френсиско из Феба) (1479—1483)
- Катарина од Наваре (1483—1512) и Хуан III Албреа (1483-1512)

Године 1512. Фернандо Католички осваја Високу Навару и прикључује је Круни Кастиље.

## Династија Албре
Краљеви Доње Наваре:
- Каталина де Фоа (1512—1518) и Хуан III од Албреа (1512—1516)
- Енрике II (1518—1555)
- Хуана III од Наваре (1555—1572) и Антонио Бурбонски (1555—1562)

## Династија Бурбона
- Енрике III од Наваре (1572—1610)

Енрике III од Наваре је постао Анри IV, краљ Француске 1589. Од тада круна Наваре је напоредо постојала са краљевима Француске, који су користили ту титулу до пропасти француске монархије 1791.